# Infesta (Celorico de Basto)
Infesta ist ein Ort und eine ehemalige Gemeinde (Freguesia) im portugiesischen Kreis Celorico de Basto. Die Gemeinde hatte 292 Einwohner (Stand 30. Juni 2011).
Am 29. September 2013 wurden die Gemeinden Infesta und Caçarilhe zur neuen Gemeinde União das Freguesias de Caçarilhe e Infesta zusammengeschlossen.